# Marko Lunder (nogometaš)
Marko Lunder, slovenski nogometaš, * 20. april 1983, Ljubljana.
Lunder je nekdanji profesionalni nogometaš, ki je igral na položaju vezista. Celotno kariero je igral za slovenske klube Domžale, Dob, Radomlje in Livar. Skupno je v prvi slovenski ligi odigral 63 tekem in dosegel štiri gole. Z Domžalami je osvojil naslov slovenskega državnega prvaka v sezoni 2006/07.